# Hanns Christian Müller
Hanns Christian Müller (Monaco di Baviera, 14 aprile 1949) è un regista e sceneggiatore tedesco.

## Filmografìa

### Regista
- Kehraus (1983)
- Man spricht deutsh (1988)
- Langer Samstag (1992)
- Tschurangrati - film TV (1994)
- Germanikus (2004)